# Santa Cruz de Paniagua
Pour les articles homonymes, voir Paniagua.
Santa Cruz de Paniagua est une commune de la province de Cáceres dans la communauté autonome d'Estrémadure en Espagne.